# Tipula guasa
Tipula guasa är en tvåvingeart som beskrevs av Alexander 1916. Tipula guasa ingår i släktet Tipula och familjen storharkrankar. Inga underarter finns listade i Catalogue of Life.